# Regionmuseet Kristianstad
Regionmuseet Kristianstad er et regionalt museum for Skåne i det sydligste Sverige med ansvar for hele lenet med undtagelse af Malmö og Helsingborg. Det omfatter bygningspleje, arkæologi og offentlig virksomhed som udstillinger. Museet er hovedsagelig lokaliseret i det gamle Tyghuset ved Stora Torg i Kristianstad, men har også lokaler i Lund. Museet hed til 1997 Kristianstads länsmuseum og var länsmuseum for Kristianstads län. Fra 2001 er Barbro Mellander chef for museet.
Under Regionmuseet sorterer Filmmuseet, Kristianstads Jernbanemuseum (Jernbanemuseet), Kristianstads konsthall samt Åhus museum, som ligger i Åhus og har åbent om sommeren.